# Les Voix Humaines
Les Voix Humaines est un ensemble de musique canadien spécialisé dans le répertoire baroque.

## Historique
L’ensemble Les Voix Humaines est un duo de violes de gambe créé en 1985 à Montréal par la gambiste britannique Susie Napper et la gambiste canadienne Margaret Little. Le nom de l'ensemble est inspiré de la pièce instrumentale « Les voix humaines » composée par Marin Marais en 1701.
En 2007, l'ensemble accueille les gambistes Mélisande Corriveau et Felix Deak créant ainsi le consort de violes Les voix humaines. Sans pour autant délaisser le répertoire pour deux violes, cette formation élargie permet d'explorer une plus grande variété d'œuvres de musique de chambre. Depuis ses débuts, l'ensemble a effectué plusieurs tournées internationales et a enregistré plus de 40 albums, la majorité sous étiquette ATMA. 

## Discographie sélective
- "The Nymphs of the Rhine / Le Nymphe di Rheno" de Johannes Schenck
- "Poeticall Musicke" de Tobias Hume, Naxos
- "The 4 Seasons" de Christopher Simpson
- Intégrale discographique des "Concerts a deux violes esgales" de Sainte-Colombe (4 CD doubles)

## Récompenses
- Diapason d'or
- Choc du Monde de la Musique
- Repertoire-Classica 10
- Classics Today 10/10
- 2007 : Prix Opus interprète de l'année du Conseil québécois de la musique